# Станислас-Андре Стеман
Станислас-Андре Стеман (на френски: Stanislas-André Steeman) е белгийски писател, автор на бестселъри в жанровете трилър и криминален роман. Баща е на актьора-комик Стефан Стеман.

## Биография и творчество
Роден е на 23 януари 1908 г. в Лиеж, Белгия. Още на 6 години съставя първият си разказ. През 1920 г. постъпва в калежа „Албърт“ в Антверпен, но съставя повече комикси, отколкото да учи. На 16 години, през 1924 г., напуска училище. Същата година е публикуван първият му сборник с разкази „Ефимерно“, някои от които вече са били отпечатани в белгийския вестник „La Nation belge“. През 1926 г. е издаден и вторият му сборник „Белгийски истории“.
През 1927 г. е публикуван първият му роман „Роман за млади момичета“.
В периода 1928 – 1933 г. работи като журналист за „La Nation belge“. Там среща друг журналист, Херман Сартини, който пише под псевдонима Синтер. Двамата пишат общо 5 криминални романа преди Синтер да се откаже, а Стеман довършва още 2 романа.
През 1931 г. е издаден романът му „Six hommes morts“ (Шест мъртви мъже), от поредицата „Г-н Венс“. Главен герой е инпектор Венцеслас Воробейчик, наричан господин Венс. За книгата е удостоен с награда за най-добър криминален роман и е екранизирана неколкократно. Насърчен от наградата той изцяло се посвещава на продуктивната си писателска кариера.
Най-известните му романи са „Убиецът живее на 21“ и „Légitime Défense“ (Законна защита).
Тъй като страда от сърце през 1945 г. се премества да живее в Южна Франция.
Станислас-Андре Стеман умира след дълго боледуване от рак на 15 декември 1970 г. в Мантон.

## Произведения

### Като Станислас-Андре Стеман

#### Самостоятелни романи
- Un roman pour jeunes filles (1927)
- Les Amants puérils (1928)
- Le Démon de Sainte-Croix (1932)
- Le Lévrier bleu (1934)
- L'Adorable Spectre, (1935) – издаден и като „Lady Anne“
- L'Infaillible Silas Lord (1937)
- La Maison des veilles (1938)
- L'assassin habite au 21 (1939)
Убиецът живее на 21, изд. „Хр. Г. Данов“, София (1988), прев. Борис Миндов
- Légitime Défense (1942) – издаден и като „Quai des Orfèvres“
- Haute Tension (1953)
- Impasse des Boiteux (1959)
- Le condamné meurt à cinq heures (1959)
- Une veuve dort seule (1960)
- Peut-être un vendredi (1961)
- Autopsie d'un viol (1964)

#### Серия „Г-н Венс“ (M. Wens)
1. Six hommes morts (1931) – издаден и като „Le Dernier des six“
2. La Nuit du 12 au 13 (1931)
3. Un dans trois (1932)
4. Les Atouts de M. Wens (1932) – издаден и като „Des cierges au diable“
5. L'Assassiné assassiné (1933) – издаден и като „Le Trajet de la foudre“
6. Le Yoyo de verre (1933) – издаден и като „Virage dangereux“
7. L'Ennemi sans visage (1934) – издаден и като „Wens et l'automate“
8. La Vieille Dame qui se défend (1940)
9. La Résurrection d'Atlas (1941)
10. Crimes à vendre (1951)
11. Poker d'enfer (1955)
12. Six hommes à tuer (1956) – издаден и като „Que personne ne sorte“
13. La morte survit au 13 (1958)

#### Серия „Инспектор Малезе“ (Inspecteur Malaise)
1. Péril (1930)
2. Le Doigt volé (1930)
3. Zéro (1932)
4. Le Mannequin assassiné (1932)

#### Серия „Животът на Марко“ (Désiré Marco)
1. Madame la Mort (1951)
2. Dix-huit fantômes (1952) – издаден и като „Dortoir des grandes“
3. Faisons les fous (1961)

#### Сборници
- Éphémères (1924)
- Histoires belges (1926)
- L'aventure est au coin de la page (2005)

#### Пиеси
- Les Mains qui parlent
- L'assassin habite au 21
- Quai des Orfèvres

### Съвместно със Синтер

#### Самостоятелни романи
- Le Mystère du zoo d'Anvers (1928)
- Le Treizième Coup de minuit (1928)
- Le Maître de trois vies (1929)
- Le Diable au collège (1930)
- Le Guet-apens (1932)

##### Продължени само от Стеман
- Le Bandit chevaleresque (1932)
- Les Deux Solitaires (1932)

### Екранизации
- 1994 Le trajet de la foudre – ТВ филм, по романа
- 1975 Les grands détectives – ТВ сериал, 1 епизод по романа „Six hommes morts“
- 1970 Le mannequin assassiné – ТВ филм,
- 1970 L'ennemi sans visage – ТВ филм, – по романа
- 1970 Le démon de Sainte Croix – ТВ филм, – по романа
- 1964 Que personne ne sorte – по романа „Les Six Hommes Morts“
- 1953 Dortoir des grandes – по романа „18 Fantômes“
- 1952 Brelan d'as – история, част от „Mort dans l'ascenseur, Le“
- 1950 Mystère à Shanghai – по романа „La Nuit du 13“
- 1950 Le furet – по романа „Crimes à vendre“
- 1948 La muerte camina en la lluvia – по романа „Убиецът живее на 21“
- 1948 Le mannequin assassiné – сюжет
- 1947 Кеят на ювелирите – по романа „Legitime Defense“
- 1947 Les atouts de Monsieur Wens – по романа
- 1946 L'ennemi sans visage – по романа
- 1942 Убиецът живее на №21, L'assassin habite au 21
- 1941 Le dernier des six – по романа „Les Six Hommes Morts“
- 1935 The Riverside Murder – по романа „Les Six Hommes Morts“